# Wenenden
Wenenden ist eine Einöde, die zum Ortsteil Biberach der schwäbischen Gemeinde Roggenburg im Landkreis Neu-Ulm gehört.

## Geografie
Der Ortsteil liegt rund drei Kilometer nordwestlich des historischen Ortskerns von Roggenburg und ist mit diesem durch die Staatsstraße 2019 verbunden.

## Geschichte
Wenenden war ein Ortsteil der Gemeinde Biberach im Landkreis Neu-Ulm. Biberach und die Gemeinden Ingstetten und Meßhofen schlossen sich mit ihren Ortsteilen im Zuge der Gebietsreform in Bayern am 1. Juli 1972 zu einer neuen Kommune zusammen. Die neue Gemeinde wurde nach dem Kloster Roggenburg benannt.

## Sehenswürdigkeiten
Einziges in die amtliche Denkmalliste eingetragenes Objekt der Einöde ist die Feldkapelle aus dem 19. Jahrhundert.